# Ottokar Czernin

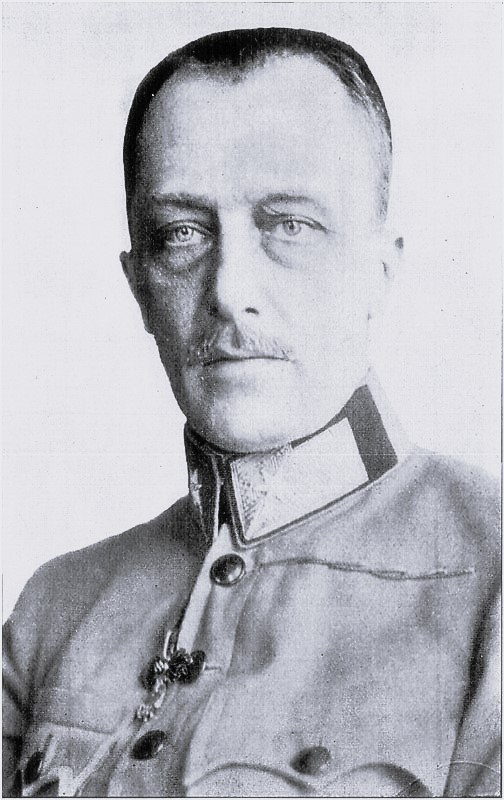
Ottokar Graf Czernin

Ottokar Theobald Otto Maria Graf Czernin von und zu Chudenitz (em tcheco/checo:  Otakar Theobald Otto Maria hrabě Černín z Chudenic; 26 de setembro de 1872 - 4 de abril de 1932) foi um diplomata e político austro-húngaro durante a Primeira Guerra Mundial, servindo notavelmente como Ministro das Relações Exteriores de 1916 a 1918.

## Carreira

### Início da carreira
Depois de estudar direito na Universidade Charles-Ferdinand em Praga, ele se juntou ao serviço estrangeiro austro-húngaro em 1895 e foi enviado para a embaixada em Paris. Em 1899, ele foi enviado para Haia, mas apenas três anos depois ele teve que renunciar como resultado de uma infecção pulmonar e retirou-se para suas propriedades boêmias.
Em 1903, o Conde von Czernin tornou-se membro da Câmara Baixa da Boêmia como representante da Deutsche Verfassungspartei. Ele rapidamente se tornou um defensor do conservadorismo e um defensor dos "princípios monárquicos" e favoreceu a defesa da monarquia e a oposição ao sufrágio universal e ao parlamentarismo. Isso o levou à atenção do arquiduque Francisco Fernando, o herdeiro aparente do trono da Monarquia Dual. Como um dos principais membros do chamado Círculo Belvedere, o Conde von Czernin foi nomeado membro da Câmara Alta Austríaca (Herrenhaus) em 1912.

### Ministro de Bucareste
A pedido do herdeiro aparente, o conde von Czernin reentrou no corpo diplomático em outubro de 1913, quando foi escolhido como ministro de Bucareste. A nomeação inicialmente causou alguma controvérsia, pois ele era considerado um notório magiarófobo, mas ele conseguiu persuadir o ministro húngaro presidente Count Tisza a concordar. No entanto, uma entrevista em um jornal húngaro em janeiro de 1914 quase lhe custou seu emprego com pedidos húngaros de sua renúncia.
Como ministro de Bucareste, a missão do conde von Czernin era investigar o valor da aliança com a Romênia e as possibilidades de fortalecê-la. No entanto, ele rapidamente relatou de volta a Viena que não se podia confiar no governo romeno se uma guerra fosse eclodir. Após a eclosão da Primeira Guerra Mundial em agosto de 1914, ele se esforçou com sucesso para manter a Romênia neutra, graças em parte ao apoio do velho rei Carol I. A maioria dos romenos não compartilhava dos sentimentos fortemente pró-alemães de Carol, incluindo o primeiro-ministro Brătianu e seu governo. O conde von Czernin recomendou que Viena oferecesse a retirada de Siebenbürgen (atual Transilvânia) e partes de Bukovina, a fim de persuadir a Romênia a prolongar sua neutralidade, mas o plano foi fortemente contestado pelo governo húngaro. A Romênia entrou na guerra ao lado dos Aliados em agosto de 1916 e o conde von Czernin retornou a Viena.

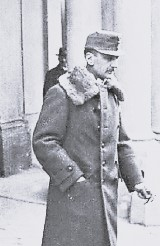
Conde von Czernin em Luxemburgo em 1918

### Ministro Imperial das Relações Exteriores
Após a ascensão de Carlos I como novo imperador, o conde von Czernin foi nomeado ministro das Relações Exteriores em 23 de dezembro de 1916, substituindo o barão Burián von Rajecz. Ambos compartilhavam a visão de que uma rápida conclusão da paz era necessária para evitar a dissolução do Império Habsburgo.
O principal objetivo do conde von Czernin era, portanto, buscar uma paz de compromisso, respeitando os acordos feitos com a Alemanha. No entanto, ele rapidamente descobriu que a crescente dependência da Monarquia Dual da Alemanha tornava impossível uma política externa verdadeiramente independente. Embora ele relutantemente concordasse com a necessidade de retomar a guerra submarina irrestrita em fevereiro de 1917, ele gastou muito esforço naquele ano tentando sem sucesso persuadir os líderes políticos e militares alemães da necessidade de uma paz por compromisso.
Em uma conferência entre a Alemanha e a Áustria-Hungria em 17-18 de março de 1917 sobre os objetivos da guerra, ele sugeriu, entre outras coisas, a cessão de território das Potências Centrais para organizar uma paz rápida com a Entente. Em sua opinião, a declaração de guerra dos Estados Unidos foi um desastre e uma vitória das Potências Centrais tornou-se improvável. Mais precisamente, ele sugeriu que a Alemanha deveria abandonar a Alsácia-Lorena e a Bélgica em troca de grandes ganhos territoriais na Polônia. No cenário do conde von Czernin, a Áustria-Hungria seria compensada principalmente com o território romeno.

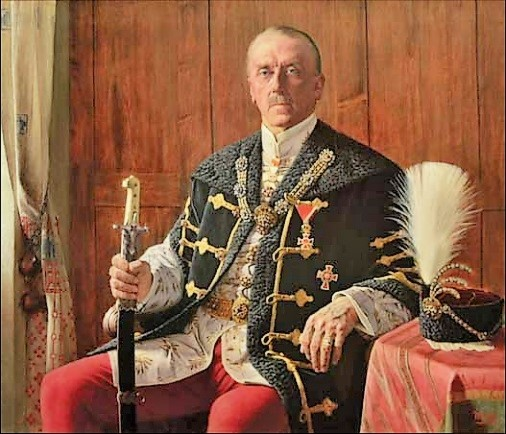
Von Czernin em seu uniforme de embaixador. Retrato de Friedrich Miess

Em 12 de abril, ele redigiu um memorando com um prognóstico sombrio da situação de guerra da Áustria-Hungria que foi transmitido através do imperador Carlos I a Matthias Erzberger, um membro do Reichstag alemão, descrevendo as razões pelas quais a Monarquia Dual não poderia sobreviver a mais um inverno de combates. Isso resultou na bem-intencionada, mas ineficaz, resolução de paz de 19 de julho de 1917. Num discurso em Budapeste, em 2 de Outubro de 1917, pronunciou-se a favor da justiça internacional, do desarmamento, da arbitragem e da liberdade dos mares como base para a paz e como base jurídica para uma nova Europa.
Após a tomada do poder pelos bolcheviques na Rússia, os trabalhadores de todo o Império Austro-Húngaro tornaram-se cada vez mais ativos em torno da questão da escassez de alimentos e do desejo de uma "paz sem anexações". Isso levou à greve austro-húngara de janeiro de 1918, na qual Czernin teve que intervir pessoalmente. Em 24 de janeiro de 1918, ele anunciou que aceitou os Quatorze Pontos de Wilson. Ele então negociou um tratado de paz separado com a recém-criada República Popular da Ucrânia que foi assinado em 9 de fevereiro de 1918 e no qual ele concordou em ceder Chełm. A chamada paz do pão não resolveu o problema de abastecimento alimentar da Monarquia Dual, mas rendeu ao conde von Czernin a aversão dos poloneses austríacos, que também reivindicaram Chełm. Ele alcançou o ponto alto de sua carreira assinando posteriormente tratados de paz com a Rússia em 3 de março e com a Romênia em 7 de maio e foi considerado o principal diplomata das Potências Centrais.
O Caso Sisto, no entanto, levou à queda do Conde von Czernin. O imperador Carlos I, usando seu cunhado, o príncipe Sisto de Bourbon-Parma, como seu intermediário, havia secretamente assegurado ao presidente francês Poincaré por uma carta datada de 24 de março de 1917 que ele apoiaria a "justa demanda" da França pelo retorno da Alsácia-Lorena. Embora seu papel no caso permaneça obscuro, ele estava ciente das negociações secretas, embora não do texto exato da carta. Quando o primeiro-ministro francês Clemenceau publicou a carta um ano depois, o conde von Czernin, sentindo-se traído pelo imperador Carlos I e à beira de um colapso nervoso, apresentou sua renúncia em 14 de abril de 1918.
O conde von Czernin foi relativamente duramente julgado pelos historiadores. Embora fosse indiscutivelmente mais imaginativo e enérgico do que qualquer um de seus antecessores, o Count von Berchtold ou o Barão Burián von Rajecz, ele era ao mesmo tempo mais imprevisível e volátil, cedendo a impulsos repentinos. Isso deu à sua política externa um elemento de instabilidade, que possivelmente não inspirou confiança para o outro lado com o qual ele estava buscando uma paz de compromisso. Apesar de ser celebrado na época como um "ministro da paz", seus esforços diplomáticos para retirar seu país da Primeira Guerra Mundial não conseguiram impedir a dissolução da Áustria-Hungria.

### Pós-guerra
Em 1919, ele publicou suas memórias de seus dias como um insider nas arenas políticas e diplomáticas austro-húngaras durante a Primeira Guerra Mundial, chamado Na Guerra Mundial, um olhar interessante sobre as maquinações internas de um antigo império sendo destruído pela guerra. No livro, ele sugeriu que as gerações futuras se lembrariam da Primeira Guerra Mundial como um prelúdio para a revolução mundial.
O conde von Czernin morreu em Viena em 4 de abril de 1932.

## Publicações
- Im Weltkriege, Vienna, Ullstein & co, 1919 (In the World War, Londres, Cassell, 1919).
- Mein afrikanisches Tagebuch, Zurich, Amalthea, 1928.